# Pingasa pseudoterpinaria
Pingasa pseudoterpinaria är en fjärilsart som beskrevs av Achille Guenée 1858. Pingasa pseudoterpinaria ingår i släktet Pingasa och familjen mätare. Inga underarter finns listade i Catalogue of Life.